# Daniele Massaro
Daniele Massaro (Monza, Italia, 23 de mayo de 1961) es un exfutbolista italiano, se desempeñaba como segundo delantero. Es conocido por su exitosa carrera en el A. C. Milan a fines de la década de 1980 y en la de 1990, bajo la dirección de Arrigo Sacchi y Fabio Capello, con quienes logró un notable éxito nacional, europeo e internacional.
Massaro también fue miembro de la Selección de Italia que ganó la Copa Mundial de 1982, aunque no participó en el torneo, también fue miembro del equipo que llegó a la final de la Copa Mundial de 1994, anotando un gol, aunque falló el penúltimo penal en la final, perdiendo así frente a Brasil.
Massaro actualmente trabaja con el A. C. Milan como gerente de relaciones públicas.

## Trayectoria

### Monza y Fiorentina
Massaro inició su carrera deportiva en el AC Monza, en 1978, disputando en dos temporadas 60 partidos y marcando 10 goles. En 1981, Massaro ficha por la Fiorentina, que jugaba en la Serie A, debutando en septiembre de 1981 contra el Como, jugó en el club viola de 1981 a 1986 disputando 140 partidos y marcando 11 goles. Con la Fiorentina, el máximo logro de Massaro fue quedar subcampeón de la Serie A 1981-82, tras la Juventus.

### A. C. Milan y el paréntesis en la Roma
En 1986, Massaro finalmente fichó por uno de los grandes de Europa, al fichar por el A. C. Milan, con el club rossonero logra ganar el Scudetto en la temporada 1987-88, a la temporada siguiente es cedido a la Roma debido a que el técnico Arrigo Sacchi no contaba con él.
De vuelta en el Milan para la temporada 1989-90, ese mismo año logró ganar la Copa de Europa, aunque Massaro aún no jugaba como titular. Con la llegada del nuevo entrenador, Fabio Capello y la lesión del legendario Marco van Basten, Massaro comienza a ocupar la posición de centrocampista ofensivo, Massaro se adapta perfectamente a su nueva posición y la temporada 1993-94 no solo vuelve a ganar el Scudetto sino que también gana la UEFA Champions League al vencer al F. C. Barcelona en la final con un contundente 4-0 anotando un importante doblete y siendo uno de los nuevos ídolos de la afición rossonera.

### Aventura japonesa
En 1995, y contando ya con 34 años es transferido al Shimizu S-Pulse de la J1 League japonesa, donde concluye su carrera como futbolista profesional en 1996.

## Selección nacional
Massaro debutó a los 21 años con Italia, en un amistoso en 1982 previo a la Copa del Mundo, bajo la tutela del entrenador Enzo Bearzot, siendo parte del plantel italiano que disputó el mundial de España 1982, no jugando ningún partido y donde Italia quedaría campeona. Massaro tendría que esperar 12 años para lograr su sueño de jugar un mundial y fue en Estados Unidos 1994 siendo convocado a sus 33 años y donde Italia quedó subcampeona. La final para él fue amarga, ya que fallo el penúltimo penal de la serie, el último lo fallaría un histórico: Roberto Baggio.
Con la "Squadra Azzurra" disputó en total 15 partidos y anotó su único gol, contra México nada menos que en un mundial, el de Estados Unidos 1994.

### Participaciones en Copas del Mundo
| Mundial                        | Sede           | Resultado  |
| ------------------------------ | -------------- | ---------- |
| Copa Mundial de Fútbol de 1982 | España         | Campeón    |
| Copa Mundial de Fútbol de 1994 | Estados Unidos | Subcampeón |

### Participaciones en Eurocopa
| Eurocopa      | Sede                | Resultado   |
| ------------- | ------------------- | ----------- |
| Eurocopa 1988 | Alemania Occidental | Semifinales |

## Clubes
| Club            | País   | Año       |
| --------------- | ------ | --------- |
| AC Monza        | Italia | 1979-1981 |
| ACF Fiorentina  | Italia | 1981-1986 |
| A. C. Milan     | Italia | 1986-1988 |
| A. S. Roma      | Italia | 1988-1989 |
| A. C. Milan     | Italia | 1990-1995 |
| Shimizu S-Pulse | Japón  | 1995-1996 |

## Palmarés

### Títulos nacionales
| Título              | Club*           | País   | Año  |
| ------------------- | --------------- | ------ | ---- |
| Serie A             | AC Milan        | Italia | 1988 |
| Supercopa de Italia | AC Milan        | Italia | 1988 |
| Supercopa de Italia | AC Milan        | Italia | 1992 |
| Serie A             | AC Milan        | Italia | 1992 |
| Supercopa de Italia | AC Milan        | Italia | 1993 |
| Serie A             | AC Milan        | Italia | 1993 |
| Supercopa de Italia | AC Milan        | Italia | 1994 |
| Serie A             | AC Milan        | Italia | 1994 |
| Copa J. League      | Shimizu S-Pulse | ´Japón | 1996 |

### Títulos internacionales
| Título                         | Club                | Sede      | Año     |
| ------------------------------ | ------------------- | --------- | ------- |
| Copa Mundial de Fútbol de 1982 | Selección de Italia | España    | 1982    |
| Supercopa de Europa            | A. C. Milan         | Barcelona | 1989    |
| Copa Intercontinental          | A. C. Milan         | Tokio     | 1989    |
| Copa de Campeones de Europa    | A. C. Milan         | Viena     | 1989-90 |
| Supercopa de Europa            | A. C. Milan         | Milán     | 1990    |
| Copa Intercontinental          | A. C. Milan         | Tokio     | 1990    |
| Liga de Campeones de la UEFA   | A. C. Milan         | Atenas    | 1993-94 |
| Supercopa de Europa            | A. C. Milan         | Milán     | 1994    |

### Distinciones individuales
| Distinción                       | Año  |
| -------------------------------- | ---- |
| Salón de la Fama del A. C. Milan | 1995 |

## Después del fútbol
Fue también capitán de la Selección de fútbol playa de Italia durante un par de años. Massaro es también un ávido jugador de golf en su tiempo libre. Después de retirarse totalmente del fútbol, participó en varias carreras de rally en la División de División de Rally de Italia, compitiendo dos veces en el WRC y en el Rally de San Remo (1998 y 1999). Massaro actualmente trabaja con el Milan como gerente de relaciones públicas.